# オリオン シネマ ネットワーク
オリオン シネマ ネットワーク（朝: 오리온 시네마 네트워크, 英: Orion Cinema Network, 略称: OCN）は、大韓民国のエンターテインメント企業 CJ ENM が運営する映画専門のテレビチャンネル。旧称は「テウ シネマ ネットワーク」（朝: 대우 시네마 네트워크、英: Daewoo Cinema Network, DCN）で、1995年3月1日に大宇財閥によって開局された。映画のみならず、『サムデイ』（2006年）等の自社制作のテレビドラマや『CSI:科学捜査班』等アメリカの作品を中心とした海外のテレビドラマも放映している。
ブランドスローガンは「Just Follow, Story No.1」。
なお、本項では企業としてのオリオン シネマ ネットワークについても記述する。

## 略歴・概要

### 企業としてのOCN
1999年5月18日に「株式会社オリオン シネマ ネットワーク」として設立。2000年5月に持株会社としてオンメディア（オリオングループ傘下の放送局）を設立しており、同年9月18日にアメリカの放送局HBOとの間で同社制作番組の国内での独占放送契約を結んでいる。なお、2020年現在は法人格が消滅し、企業としての活動は行っていない。

### テレビチャンネルとしてのOCN
1995年5月、大宇財閥の解体に伴い旧株式会社OCNが同財閥から事業権を買収、7月1日に現在のチャンネル名に変更された。その後は上記オンメディアが運営を担っていたが、2010年にオンメディアがCJグループに買収され、2011年にグループ傘下のCJ ENMに吸収合併されて以降は、同社運営のチャンネルとなった。2020年3月1日には開局25周年を迎えている。
本国ではドラマにおいてスリラーやサスペンスのジャンルで定評があり、なおかつ斬新な内容の作品を送り出していることから「ジャンル物の名家」として知られている。また、上記の『CSI』や『プリズン・ブレイク』といったアメリカの人気ドラマを国内で初めて放送し、海外ドラマブームの火付け役となった。
しかし近年、オリジナルドラマの視聴率が著しく低下し、2021年に放送された『ダークホール -愛を奪う闇-』および『キマイラ』は、それぞれ0%、1%と極めて低い視聴率を記録した。加えて、同チャンネル発の作品である『ボイス〜112の奇跡〜』『ミッシング -彼らがいた-』『悪霊狩猟団: カウンターズ』の続編が別チャンネルであるtvNにて制作されることになった他、当初同チャンネルにて放送予定だった『ホームタウン -消される過去-』『バッド・アンド・クレイジー』がtvNでの放送となったことで、新作ドラマが放送されない状態に陥っていた。その後、2022年に放送された『優越な一日』を最後にオリジナルドラマは放送されなくなっている。

## 姉妹チャンネル

### OCNムービーズ (OCN Movies)
放送内容をより映画に特化させたチャンネル。旧名は「チャンネルCGV」(朝: 채널CGV, 英: Channel CGV)で、2020年3月1日に現在のチャンネル名に改称された。ブランドスローガンは「인생영화 Story No.1」(人生映画ストーリー No.1)。

### OCNムービーズ2 (OCN Movies 2)
旧名は「スーパーアクション」(朝: 수퍼액션, 英: Super Action)および「OCNスリルズ」(OCN Thrills)で、2022年10月1日に現在のチャンネル名に改称された。当初は20～30代の若い視聴者をターゲットにした番組編成を行っていたが、現在は韓国国内の映画を専門とするチャンネルとなっている。ブランドスローガンは「한국영화 Story No.1」(韓国映画ストーリー No.1)。

## ロゴマーク

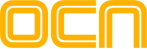
2001年 - 2020年
2020年 - 現在

## 主なドラマ
邦題のある作品、または原題のまま日本で放送・配信されている作品のみを記載する。

### 月火ドラマ
OCNロマンスシリーズ(OCN 로맨스 시리즈)
| 放送年 | 邦題                                      | 原題          | 日本での放送局   | 日本での配信サイト                                                   | 備考 |
| ------ | ----------------------------------------- | ------------- | ---------------- | -------------------------------------------------------------------- | --- |
| 2017年 | じれったいロマンス                        | 애타는 로맨스 | BS12 トゥエルビ  | dTV U-NEXT ABEMA                                                     | |
| 2017年 | メロホリック                              | 멜로홀릭      | KBSワールド KNTV | U-NEXT ビデオマーケット Rakuten TV                                   | 日本では2018年2月に、本編を再編集して制作された劇場版『メロホリック〜恋のプロローグ〜』が公開されている。 |
| 2018年 | ラブ・トライアングル 〜また君に恋をする〜 | 애간장        | BS11 衛星劇場    | U-NEXT                                                               | 日本での配信はU-NEXTが独占している。                                                                      |
| 2018年 | ラブ・オン・アイス 〜Love on Ice〜        | 쇼트          | KNTV             | Amazonプライムビデオ Hulu dTV U-NEXT FOD ビデオマーケット Rakuten TV | |
| 2018年 | 私が恋した男オ・ス                        | 그남자 오수   | DATV             | Amazonプライムビデオ Hulu dTV ABEMA Rakuten TV                       | |

### 水木ドラマ
OCNオリジナル
| 放送年 | 邦題                        | 原題          | 日本での放送局                                                     | 日本での配信サイト                     | 備考                                                                        |
| ------ | --------------------------- | ------------- | ------------------------------------------------------------------ | -------------------------------------- | --------------------------------------------------------------------------- |
| 2018年 | 客-ザ・ゲスト-              | 손 the guest  | Mnet KBSワールド                                                   | Netflix U-NEXT Rakuten TV              |                                                                             |
| 2018年 | 神のクイズ:リブート         | 신의 퀴즈5    | DATV フジテレビONE TWO NEXT                                        | dTV U-NEXT ビデオマーケット Rakuten TV |                                                                             |
| 2019年 | 憑依 〜殺人鬼を追え〜       | 빙의          | N/A                                                                | Netflix                                | 日本ではNetflixでの配信のみ。                                               |
| 2019年 | 潜入弁護人〜Class of Lies〜 | 미스터 기간제 | BS12 トゥエルビ DATV ホームドラマチャンネル フジテレビONE TWO NEXT | dTV U-NEXT ビデオマーケット Rakuten TV |                                                                             |
| 2019年 | 走る調査官（原題訳）        | 달리는 조사관 | DATV                                                               | dTV U-NEXT FOD                         | DVDリリースおよびVOD配信での邦題は『走る調査官〜あなたの人権守ります!〜』。 |

### 土日ドラマ
OCNオリジナル
| 放送年 | 邦題                                 | 原題                   | 日本での放送局                             | 日本での配信サイト                                              | 備考                                                                           |
| ------ | ------------------------------------ | ---------------------- | ------------------------------------------ | --------------------------------------------------------------- | ------------------------------------------------------------------------------ |
| 2006年 | 昏睡-こんすい-                       | 코마                   | N/A                                        | N/A                                                             | 日本ではDVDスルーとなっている。                                                |
| 2006年 | サムデイ                             | 썸데이                 | N/A                                        | N/A                                                             | 日本ではDVDスルーとなっている。                                                |
| 2010年 | 神のクイズ                           | 신의 퀴즈              | BS11 フジテレビONE TWO NEXT                | Rakuten TV                                                      |                                                                                |
| 2010年 | 夜叉-ヤチャ-                         | 야차                   | BS11 BS朝日                                | N/A                                                             | BS朝日ではノーカット版で放送されている。                                       |
| 2011年 | 神のクイズ シーズン2                 | 신의 퀴즈 2            | BS11 フジテレビONE TWO NEXT                | Rakuten TV                                                      |                                                                                |
| 2011年 | ヴァンパイア検事                     | 뱀파이어 검사          | テレビ大阪 BS-TBS フジテレビONE TWO NEXT   | Hulu U-NEXT FOD ビデオマーケット Rakuten TV                     |                                                                                |
| 2011年 | TEN                                  | 특수사건전담반 TEN     | Mnet                                       | Hulu U-NEXT FOD                                                 | Mnetでは原語版に編集を加えた「インターナショナルバージョン」として放送された。 |
| 2012年 | 神のクイズ シーズン3                 | 신의 퀴즈 3            | BS11 フジテレビONE TWO NEXT                | N/A                                                             |                                                                                |
| 2012年 | ヴァンパイア検事～残された赤い記憶   | 뱀파이어 검사 2        | BS-TBS                                     | Hulu U-NEXT FOD ビデオマーケット Rakuten TV                     |                                                                                |
| 2013年 | ザ・ウイルス                         | 더 바이러스            | BS11 KNTV                                  | N/A                                                             |                                                                                |
| 2013年 | TEN2                                 | 특수사건전담반 TEN 2   | Mnet                                       | Hulu U-NEXT FOD                                                 | DVDリリース時のタイトルは『TEN リターン』。                                    |
| 2014年 | 神のクイズ シーズン4                 | 신의 퀴즈 4            | BS11 フジテレビONE TWO NEXT                |                                                                 |                                                                                |
| 2014年 | リセット                             | 리셋                   | アジアドラマチックTV                       | Amazonプライムビデオ U-NEXT                                     |                                                                                |
| 2014年 | バッドガイズ-悪い奴ら-               | 나쁜 녀석들            | BS11 DATV                                  | Amazonプライムビデオ                                            |                                                                                |
| 2014年 | ドクター・フロスト                   | 닥터 프로스트          | N/A                                        | U-NEXT FOD ビデオマーケット                                     |                                                                                |
| 2015年 | 失踪ノワールM                        | 실종느와르             | アジアドラマチックTV                       | U-NEXT FOD ビデオマーケット Rakuten TV                          |                                                                                |
| 2015年 | リミット                             | 아름다운 나의 신부     | BS日テレ BS11 衛星劇場                     | Hulu dTV U-NEXT ビデオマーケット Rakuten TV                     | 衛星劇場での放送時およびVOD配信での題名は「美しい私の花嫁」。                  |
| 2016年 | 名もなき英雄<ヒーロー>               | 동네의 영웅            | テレビ大阪 TVQ九州放送 BS11 KNTV           | Hulu dTV U-NEXT FOD ABEMA Rakuten TV                            |                                                                                |
| 2016年 | ヴァンパイア探偵                     | 뱀파이어 탐정          | BS11                                       | Hulu FOD                                                        |                                                                                |
| 2016年 | 元カレは天才詐欺師 〜38師機動隊〜    | 38사기동대             | 衛星劇場 BSフジ アジアドラマチックTV       | U-NEXT FOD                                                      |                                                                                |
| 2017年 | ボイス〜112の奇跡〜                  | 보이스                 | KNTV KBSワールド フジテレビONE TWO NEXT    | Hulu U-NEXT                                                     |                                                                                |
| 2017年 | 愛の迷宮-トンネル-                   | 터널                   | BS11 フジテレビONE TWO NEXT LaLa TV        | Amazonプライムビデオ dTV U-NEXT FOD ビデオマーケット Rakuten TV |                                                                                |
| 2017年 | デュエル〜愛しき者たち〜             | 듀얼                   | 衛星劇場 KNTV フジテレビONE TWO NEXT       | dTV U-NEXT                                                      |                                                                                |
| 2017年 | 君を守りたい～SAVE ME～              | 구해줘                 | Mnet 衛星劇場                              | Amazonプライムビデオ FOD TELASA                                 |                                                                                |
| 2017年 | ブラック～恋する死神～               | 블랙                   | Mnet BS11 ホームドラマチャンネル KNTV      |                                                                 |                                                                                |
| 2017年 | バッドガイズ2～悪の都市～            | 나쁜 녀석들: 악의 도시 | DATV                                       | U-NEXT                                                          |                                                                                |
| 2018年 | 小さな神の子供たち（原題訳）         | 작은 신의 아이들       | Mnet                                       |                                                                 | DVDリリース時のタイトルは『パンドラ 小さな神の子供たち』。                     |
| 2018年 | ミストレス〜愛に惑う女たち〜         | 미스트리스             | BS12 トゥエルビ ホームドラマチャンネル     |                                                                 | 英BBCのテレビドラマ『ミストレス 愛人たちの秘密』を基にしたリメイク作品。       |
| 2018年 | ライフ・オン・マーズ                 | 라이프 온 마스         | KBSワールド BS11                           |                                                                 |                                                                                |
| 2018年 | ボイス2〜112の奇跡〜                 | 보이스 2               | KNTV フジテレビONE TWO NEXT                | Amazonプライムビデオ Hulu U-NEXT                                |                                                                                |
| 2018年 | プレーヤー〜華麗なる天才詐欺師〜     | 플레이어               | BS12 TwellV LaLa TV KNTV                   |                                                                 |                                                                                |
| 2018年 | プリースト〜君のために〜             | 프리스트               | テレビ大阪 KNTV                            |                                                                 |                                                                                |
| 2019年 | キル・イット～巡り会うふたり～       | 킬잇                   | BSフジ KNTV ホームドラマチャンネル         | Amazonプライムビデオ dTV                                        |                                                                                |
| 2019年 | ボイス3〜112の奇跡〜                 | 보이스 3               | KNTV LaLa TV                               | Amazonプライムビデオ Hulu U-NEXT                                |                                                                                |
| 2019年 | ウォッチャー 不正捜査官たちの真実    | 왓쳐                   | Mnet LaLa TV                               | dTV U-NEXT TELASA                                               |                                                                                |
| 2019年 | みんなの嘘                           | 모두의 거짓말          | N/A                                        | Netflix                                                         | 日本ではNetflixでの配信のみ。                                                  |
| 2020年 | ザ・プロファイラー〜見た通りに話せ〜 | 본대로 말하라          | Mnet ホームドラマチャンネル                | U-NEXT FOD                                                      |                                                                                |
| 2020年 | RUGAL/ルーガル                       | 루갈                   | N/A                                        | Netflix                                                         | 日本ではNetflixでの配信のみ。                                                  |
| 2020年 | トレイン                             | 트레인                 | BS-TBS KNTV KBSワールド                    | U-NEXT Rakuten TV                                               |                                                                                |
| 2020年 | ミッシング〜彼らがいた〜             | 미씽: 그들이 있었다    | KNTV ホームドラマチャンネル                | FOD ビデオマーケット                                            |                                                                                |
| 2020年 | 悪霊狩猟団: カウンターズ             | 경이로운 소문          | N/A                                        | Netflix                                                         | 日本ではNetflixでの配信のみ。                                                  |
| 2021年 | TIMES〜未来からのSOS〜               | 타임즈                 | Mnet ホームドラマチャンネル                | Hulu U-NEXT DMM TV Rakuten TV                                   |                                                                                |
| 2021年 | キマイラ                             | 키마이라               | Mnet BS12トゥエルビ フジテレビONE TWO NEXT | N/A                                                             |                                                                                |
| 2022年 | 優越な一日                           | 우월한 하루            | N/A                                        | U-NEXT                                                          | 日本ではU-NEXTでの配信のみ。                                                   |

OCNドラマチックシネマ
映画制作者とドラマ制作者とによる共同プロジェクト。
| 放送年 | 邦題                      | 原題            | 日本での放送局              | 日本での配信サイト                  |
| ------ | ------------------------- | --------------- | --------------------------- | ----------------------------------- |
| 2019年 | トラップ～最も残酷な愛～  | 트랩            | Mnet BSフジ                 | dTV FOD                             |
| 2019年 | 他人は地獄だ              | 타인은 지옥이다 | Mnet 衛星劇場 BSフジ        | U-NEXT FOD                          |
| 2020年 | 番外捜査                  | 번외수사        | Mnet フジテレビONE TWO NEXT | dTV U-NEXT ビデオマーケット         |
| 2020年 | サーチ〜運命の分岐点〜    | 써치            | BSフジ KNTV KBSワールド     | dTV FOD ビデオマーケット Rakuten TV |
| 2021年 | ダークホール -愛を奪う闇- | 다크홀          | 衛星劇場 BS12トゥエルビ     | ビデオマーケット カンテレドーガ     |

## 関連事項
- オリオングループ （ko:오리온그룹）